# Frigi (llengua)
El frigi va ser una llengua indoeuropea del grup paleobalcànic parlada pels frigis, un poble que emigrà de Tràcia cap a l'Àsia Menor entorn del 1200 aC. Va ser parlada a Anatòlia (l'actual Turquia), durant l'antiguitat clàssica. La llengua, els testimonis més antics de la qual són del segle viii aC; és completament extinta entre els segles iii i VI dC.
Ben poca cosa se sap d'aquesta llengua, de la qual queden unes poques inscripcions en un alfabet similar al grec o en un alfabet derivat dels fenicis, la majoria de les quals encara no desxifrades. Podria ser semblant al traci, a l'armeni o a l'antic georgià, amb trets propis del grec. La primera menció que en tenim és en l'Himne homèric a Afrodita, en què se la menciona com una llengua diferent del troià.